# Башня (телесериал)
«Ба́шня» — российский телесериал (также позиционируемый как телефильм) Дениса Нейманда, созданный по заказу телеканала ТВ-3 в 2010 году, сочетающий в себе как триллер, так и остросюжетный детектив-фантасмагорию. Также, это — первый российский мистический сериал, по заявлениям некоторых журналистов и официальному сайту сериала.
Выход первых серий сериала поднял рейтинг канала ТВ-3 почти вдвое, в частности, благодаря участию в нём таких известных актёров, как Игорь Костолевский и Чулпан Хаматова. Обсуждению сериала и его популярности посвящена телепередача «Телехранитель» (Эхо Москвы).
Теглайны сериала: «Не смотри вниз» (появлялся в рекламных анонсах перед показом на ТВ3) и «Башня взорвётся» (анонсы новых серий ближе к концу сезона).
Второй сезон «Башня: новые люди» вышел в 2012 году.

## Сюжет
Действие происходит в России недалёкого будущего. В Москве построено новое, самое высокое в городе фешенебельное здание под названием «Башня», напичканное современными достижениями технологии, и управляемое компьютером.
Сигнал тревоги эвакуирует всех людей из Башни, и там остаются шестеро главных героев: фотограф Валера, соискательница Юля, охранник Рома, профессор Генрих Бергер, беременная Эва, менеджер Максим. В результате неожиданного взрыва все двери и лифты оказываются заблокированными, и главные герои остаются запертыми на двух этажах Башни.
Найдя друг друга и безуспешно прождав помощи, главные герои обнаруживают, что время снаружи зациклилось, и за окном виден постоянно повторяющийся момент времени, а в баре всегда можно обнаружить новую еду.
Каждый из главных героев предлагает своё объяснение происходящему, а также способ выбраться из Башни. В процессе исследования здания они узнают, что их перемещения ограничены двумя этажами — пространство зациклено и переход на этаж выше вызывает появление на нижнем этаже.
Попутно сериал рассказывает с помощью флеш-бэков о прошлом героев, в результате чего выясняется, что все они были связаны друг с другом ранее. Хозяин Башни, Гольданский, присутствует в воспоминаниях всех главных героев.
Ближе к концу сериала герои обнаруживают операторную, где находят диктора Ларису, управляющую автоматикой и электроникой Башни, но также не знающую выхода из неё.
В процессе поиска освобождения из Башни герои проходят процесс внутренней трансформации, переосмысляя себя и своё прошлое.

## В главных ролях
- Профессор Генрих Оскарович Бергер (Игорь Костолевский) — учёный, специализирующийся на волновой физике, и прибывший в Башню на научную конференцию, чтобы остановить проведение научного эксперимента.
- Охранник Рома Толоконников (Виталий Кищенко). Дежуривший в Башне охранник, бывший военный, увлекающийся миниатюрными моделями автомобилей.
- Фотограф Валера Мелехов (Михаил Евланов). Прибывший в Башню фотограф, активист «зелёных», имеющий скрытую цель свести счеты с другом детства Гольданским.
- Менеджер Максим Рогозин (Дмитрий Кубасов). Копирайтер-карьерист, достигший успехов в своей работе, но узнавший что неизлечимо болен. Пришёл в Башню с целью совершить самоубийство.
- Соискательница Юля Бережкова (Евгения Осипова). Блондинка с тёмным прошлым, пришла в Башню на собеседование на должность секретаря.
- Эва (Настя) (Виктория Исакова). «Беременная» женщина, покойный муж которой был архитектором Башни.
- Доставщица пиццы Заноза (Агния Кузнецова). Загадочная девушка Таня по прозвищу Заноза, неожиданно прибывает, когда главные герои заказывают пиццу, и так же неожиданно исчезает.
- Лариса (Чулпан Хаматова). Голос Башни, диктор, который озвучивает все информационные сообщения, исходящие от Башни. Имеет физическое уродство, скрытое компьютерными технологиями.
- Михаил Александрович Гольданский (Даниил Спиваковский). Владелец Башни, циничный и расчетливый бизнесмен. Находится за кадром, присутствует в воспоминаниях всех главных героев.

## Съёмки
- Сериал снимался на три цифровые фотокамеры Canon 7D, оснащённые профессиональной кинооптикой[1].
- Для съёмок в одном из крупных съемочных комплексов Москвы под руководством Юрия Харикова был построен оригинальный проект — два этажа гипотетического высотного здания общей площадью 1,5 тыс. м².
- В фильме интерьеры научного института, в котором работал герой Игоря Костолевского проф. Бергер, снимались в здании, в котором и в действительности располагается ряд институтов Российской Академии Наук по адресу Москва, Ленинский проспект, дом 33. Но, в отличие от фильма, данные институты биологического, а не физического профиля.
- Показ первых серий на ТВ-3 принес каналу почти двукратный прирост аудитории по сравнению с обычной.[1]